# Enfield (CDP)
Enfield CDP ist ein Census-designated place in der Town of Enfield im Grafton County im US-Bundesstaat New Hampshire. Die Volkszählung von 2020 erfasste 1.571 Einwohner. Der CDP wurde im Jahr 2002 erstmals vom Census definiert. Er umfasst den Kernort der Town of Enfield.

## Lage
Der Ort liegt bei den Koordinaten 43° 38' 37.83" Nord und 72° 8' 45.66" West auf einer Höhe von 249 Metern über dem Meeresspiegel am Nordufer des Mascoma Lake. Die 6,8 km² große Fläche des Gebietes setzt sich zusammen aus 6,7 km² Land- und 0,1 km² Wasserfläche. Durch Enfield führt die US-4.